# György Hlavay
György Hlavay (4 de enero de 1888 – 18 de julio de 1958) fue un futbolista húngaro. Jugó en ocho partidos para la selección de fútbol de Hungría de 1909 a 1914.   También formó parte del equipo de Hungría para el torneo de fútbol de los Juegos Olímpicos de verano de 1912, pero no jugó ningún partido. 

## Honores

### Jugador
MTK Budapest
- Nemzeti Bajnokság I: 1913–14, 1916–17, 1917–18, 1918–19, 1919–20 [1]
- Kupa magiar: 1913-14 [1]

### Gerente
Juventus de Bucarest
- División A: 1929–30 [4]